# Хойские
Хойские (Хан-Хойские, азерб. Xoyskilər) —  курдский дворянский род, происходящий из глав и эмиров племени думбули, из города Хой.
В конце XVI — начале XVII веках Хой принадлежал главе курдского племени думбули. В XVII—XVIII вв. город оставался наследственной улькой главы курдского племени думбули. К этому округу был присоединён округ Сельмас, который с этого времени постоянно принадлежал наследственному главе курдского племени думбули вплоть до 1805 года.

## Ханы Хоя
- Шахбаз-хан I, правитель Хоя во время Сефевидов (до 1724)
  - Муртаза Кули-хан (сын Шахбаз-хана), правитель Хоя (1731—1744)
  - Наджаф Кули-хан (второй сын Шахбаз-хана) стал правителем Тебриза (с 1731 года), а после смерти Надир-шаха правил Тебризом на правах хана (1747—1784).
    - Шахбаз-хан II (сын Муртазакули Хана), правитель Хоя (1744—1747), 1-й хан Хоя (1747—1763).
    - Ахмед-хан (брат Шахбаз-хана II), 2-й хан Хоя (1763—1786), убит в 1786 году.
      - Гусейн Кули-хан (сын Ахмед-хана), 3-й хан Хоя (1786—1798).
      - Джафар Кули-хан (брат Гусейн Кули-хана), 4-й хан Хоя (1798—1806), одиннадцатый хан Шеки (1806—1814), генерал-лейтенант Российской армии.

Следует отметить, что фамилия Хойский или Хан-Хойский, образовавшаяся от топонима — ханства Хойского — окончательно закрепилась за представителями этого рода в качестве фамилии, по-видимому, в 1870—1880-х годах.

## Известные представители
- Келбали-хан Хойский (сын второго хана Ахмед-хана), генерал-лейтенант Российской имперской армии
- Искендер-хан Хойский (сын Келбали-хана), генерал-лейтенант Российской имперской армии
- Амир Аслан-хан Хойский, работал в МИД АДР, Казахский, затем Кубинский генерал-губернатор. После падения АДР уехал в Турцию
- Гусейн Кули-хан Хойский, помощник Гянджинского губернатора, полковник армии АДР.
- Теймур-хан Хойский, капитан Азербайджанской армии, арестован советами и сослан в Сибирь, выпускник Тифлисского военного училища
- Фатали-хан Хойский, государственный деятель Азербайджана, Премьер-министр АДР, член Закавказского сейма, член 2-й Государственной думы, прокурор Кавказского округа, получил юридическое образование в Московском университете (1901), выпускник гянджинской гимназии, родился 1875 году, убит дашнаками 19.6.1920 в Тифлисе.
- Тамара-ханум Хойская, жена Мирзы Давуд Багир оглу Гусейнова. Тамара Ханум также была арестована в 1938 году.
- Азад-хан Хойский, преподаватель в АСХИ.
- Ибрагим-хан Хойлу, известный деятель азербайджанской диаспоры. Он также потомок Джавад Хана Зиядоглу